# Handarz
Handarz, též andarz „naučení“ či pand-námak „kniha rad“ je žánr středoperské mudroslovné literatury, jež obsahuje různá mravní ponaučení týkající se jak běžného života, tak vedení státu, ale především života náboženského. Vychází ze zarathuštrické morálky a často obsahují také různé věroučné pasáže. Handarzy se většinou skládají z krátkých vět gnómického charakteru, často jen volně na sebe navazujících, jež jsou někdy doplněny o rámcový příběh. Jindy mají podobu morálních anekdot, jež jsou připsány dávným mudrcům, nebo obsahují podobenství, ale také existují handrazy, jež nabízí výčet výroků sasánovských králů. Jejich autorství je většinou připisováno velekněžím, králům, jejich potomkům či dvořanům.
Mnohé z výroků se později opakovaly v novoperské literatuře, například v Šáhnáme, ale také v arabské literatuře čerpající z literatury perské. Zároveň byla velká část andarzů přeložena do arabštiny a bohatě z nich čerpali muslimské abády.
Mezi handrazy náleží například:
- Dátestán-i dénik „náboženská rozhodnutí“ – ponaučení ve formě otázek Duchu moudrosti
- Andarz-i Áturpát-i Mahrespandán „Mravní naučení Áturpáta, syna Mahraspandova“ – sepsaná jako rady autora jeho synu Zaratuchštovi
- Váčak éčand-i Áturpát-i Mahrespandán „Několik slov Áturpáta, syna Mahraspandova” – připisované autorovi předchozího díla či jeho vnukovi
- Pandnámak-i Zaratuchšt, též Čítak andarz i pórjótkešán „Zaratuchštova kniha rad, aneb Vybraná naučení prvních učitelů“ – připisováno výše zmíněnému Zaratuchušovi, obsahuje i pasáže jež se podobají úryvkům z nějakého katechismu
- Andarz-i Chusrav-i Kavátán „Naučení Husrava, syna Kavátova” – připisováno sasánovskému králi Husravovi I.
- Pamatník Vazurgimhrův – připisováno rádci Husrava I.
- Mravní naučení Vehzáta Farrachva Péróze
- Výroky Áturfarnbaga, syna Farrachvzátova – připisováno významnému teologovi první poloviny 9. století
- Výroky Bachtáfríta a Áturpáta, syna Zartuchštova
- Dáruk-i chvansandíh „Lék pro spokojenost“
- Co radili mudrcové ctitelům Mazdovým